# Biblioteca Galáctica (Saga de la Fundación)
La Biblioteca de Trantor, también conocida como Biblioteca Imperial, Biblioteca de la Universidad de Trántor o Biblioteca Galáctica era uno de los más prominentes elementos del planeta ficticio de Trantor, creada por Isaac Asimov y que aparecía en sus Trilogía del Imperio Galáctico y en la Saga de la Fundación. Está localizada en el Sector Imperial del planeta, y hay varias referencias en las novelas que la citan como la Biblioteca Imperial del Imperio Galáctico, en la que hay un índice de la totalidad del conocimiento humano.